# В тихом омуте (фильм, 2016)
«В тихом омуте» (фр. Ma Loute) — французский фильм режиссёра Брюно Дюмона, вышедший на экраны в 2016 году. Фильм был показан в рамках основной конкурсной программы Каннского кинофестиваля 2016 года.

## Сюжет
Лето 1910 года. Один за другим исчезают туристы и нудисты из Лилля, Туркуэна и Рубе, забредающие в тихую бухту, где живут Брюфоры — дебильноватая небогатая семейка собирателей мидий, занимающихся перевозом и переносом туристов с одного берега на другой. Отец Брюфор славится тем, что спас многих утопающих и терпящих бедствие в местных водах, и имеет прозвище Бессмертный. Неподалёку в собственном модернистском особняке каждое лето проводят Петегемы, буржуа из Туркуэна с претензией на декаданс и с явными признаками психических отклонений у всех членов семьи, за исключением, на первый взгляд, красавицы Билли. Да и с ней, собственно, что-то не так, так как она любит переодеваться в одежду для мальчиков, коротко подстрижена, а в семье о ней говорят в мужском роде.
Семейки недоверчивы друг к другу из-за различного социального статуса, но Билли ван Петегем проявляет симпатию к Ма-Люту Брюфору и частенько просит перенести её на другой берег и обратно. Ма-Лют отвечает ей взаимностью, его приглашают на обед в особняк, они чувствуют влечение друг к другу и признаются друг другу в любви во время крестного хода. Билли лишь немного удивлена странным рыком Ма-Люта, когда он сильно возбуждается от объятий, после чего он убегает очень далеко в дюны.
История с пропажей туристов усугубляется тем, что Брюфоры — каннибалы, втихую по каким-то неизвестным причинам начавшие поедать одиноких путников, а Петегемы — семья кровосмесителей, сохраняющих семейный капитал от перехода в другие промышленные семьи с помощью близкородственных браков. Свою долю хаоса добавляют чудаковатый инспектор Машен с помощником Мальфуа, прибывшие расследовать таинственные исчезновения.
Андре и Изабель ван Петегемы приходятся друг другу двоюродными братом и сестрой, при этом у их дочерей нет каких-либо признаков отсталости. Билли оказывается ребёнком Андре и Од ван Петегемов, родных брата и сестры. Однако Од не уверена, кто именно является отцом ребёнка, она подозревает, что им мог быть и их с Андре отец. После крестного хода в честь Богородицы «Спасительницы на водах» в дюнах пропадает Кристиан ван Петегем. Вскоре после этого Ма-Лют, в очередной раз перенося Билли через брод, обнаруживает у неё мужские органы. Это вызывает у Ма-Люта приступ гнева, он избивает Билли и обвиняет, что тот лишь насмехался над ним. Он приносит его, без чувств, к себе на двор и кладёт рядом с его двоюродным дядей Кристианом. К ним позже попадает без сознания от удара веслом и мать Билли, отправившаяся на его поиски.
Однако Брюфоры не съедают соседей, а оставляют их в дюнах, где их и обнаруживает жандармерия. Петегемы устраивают торжественный банкет в честь нахождения инспектором Машеном пропавших членов семьи. Психика спасённых ещё более ухудшилась от многочисленных ударов веслом по голове, но они остались в живых. Полнотелый инспектор Машен в течение фильма постепенно раздувается, по его словам, от отсутствия улик, и в результате на торжественном банкете он присутствует подобно воздушному шару, который держит на канате, а затем упускает помощник Мальфуа. Гости устремляются в погоню за инспектором, пытаясь поймать канат, но лишь одному из жандармов удаётся остановить данный фарс выстрелом в инспектора, в результате чего он сдувается и остаётся в живых.
Ма-Лют после разочарования с Билли все чувства устремляет к своей давней подружке Надеж, прислуживающей в особняке у Петегемов. Сильно возбуждаясь, он также рычит, кусает Надеж и убегает далеко прочь, но это не мешает им встречаться. В конце фильма, когда гости банкета ловят инспектора Машена на пляже, Надеж уже не прислуживает у Петегемов, а наблюдает за этим событием вместе с Ма-Лютом. Ма-Лют встречается взглядом с Билли в девичьем обличье. Билли уходит к толпе гостей, а Ма-Лют с Надеж кувыркаются на пляже.

## В ролях
| Актёр                 | Роль                                                       |
| --------------------- | ---------------------------------------------------------- |
| Фабрис Лукини         | Андре ван Петегем                                          |
| Жюльет Бинош          | Од ван Петегем, сестра Андре                               |
| Валерия Бруни-Тедески | Изабель ван Петегем, жена и двоюродная сестра Андре        |
| Жан-Люк Венсан        | Кристиан ван Петегем, брат Изабель и двоюродный брат Андре |
| Брандон Лавьевиль     | Ма-Лют Брюфор                                              |
| Раф                   | Билли ван Петегем, сын Андре и Од                          |
| Дидье Депре           | Альфред Машен                                              |
| Сириль Риго           | Мальфуа                                                    |
| Лора Дюпре            | Надеж, служанка ван Петегемов                              |
| Тьерри Лавьевиль      | отец Бессмертный Брюфор                                    |
| Каролина Карбонне     | мать Брюфор                                                |
| Манон Руайер          | Бланш ван Петегем, дочь Андре и Изабель                    |
| Лорена Телье          | Габи ван Петегем, дочь Андре и Изабель                     |
| Ноа Нулар             | Клокло Брюфор                                              |
| Жюльен Тетен          | Пат Брюфор                                                 |

## Реакция
Фильм получил противоречивые отзывы кинокритиков. На сайте Rotten Tomatoes фильм имеет рейтинг 65 % на основе 78 рецензий со средним баллом 6 из 10. На Metacritic — рейтинг 66 на основе 19 рецензий. Оценка на портале IMDb — 6,0 из 10.

## Дополнительные сведения
- Половина актёров (полицейские, семья Брюфоров), занятых в фильме — непрофессионалы.
- Жюльет Бинош второй раз снимается у Дюмона. До этого она играла главную роль в его предыдущем фильме — «Камилла Клодель, 1915» (2013).

## Награды и номинации
Фильм получил девять номинаций на национальную кинопремию «Сезар», но не победил ни в одной. Также «В тихом омуте» попал в топ-10 лучших фильмов 2016 года по версии Cahiers du Cinéma.